# Dante Cunningham
Dante Cunningham (Clinton, 22 de abril de 1987) é um jogador norte-americano de basquete profissional que atualmente joga pelo New Orleans Pelicans, disputando a National Basketball Association (NBA). Foi draftado em 2009 na segunda rodada pelo  Portland Trail Blazers.